# Petalocephala eurglobata
Petalocephala eurglobata är en insektsart som beskrevs av Cai och He. Petalocephala eurglobata ingår i släktet Petalocephala och familjen dvärgstritar. Inga underarter finns listade i Catalogue of Life.